# Albert Preuß (Sportschütze)
Albert Preuß (* 29. Januar 1864 in Axien; † 19. Dezember 1934 in Bad Saarow) war ein deutscher Sportschütze, Jäger, Waffentechniker und Fachautor.

## Berufliche Karriere
Bereits im jugendlichen Alter von 13 Jahren wurde Albert Preuß von seinem Onkel Georg Preuß zu Neufalz/Oder, der in Schlesien als tüchtiger Jäger und Schütze in weiten Kreisen bekannt war, mit der Handhabung von Jagdwaffen bekannt gemacht und zum Jäger herangebildet. Als er mit 15 Jahren bei einer Treibjagd teilnahm, schoss er 23 Kaninchen mit seiner Lefaucheux-Büchsflinte ohne Fehlschuss.
Wegen seiner Anstellung als Bureaubeamter bei der Königlichen Eisenbahndirektion Berlin zog er im Herbst 1890 nach Berlin-Charlottenburg, wo er sich bis zum Magistratsassistent im Staatsdienst hocharbeitete. Seit der Jugend lag sein eigentliches Interesse jedoch beim jagdlichen und sportlichen Schießen, insbesondere sein waffentechnisches Wissen erwarb er autodidaktisch.
Im Jahr 1900 wurde er Leiter der neu eröffneten „Waffentechnischen Versuchsstation in Neumannswalde“ bei Neudamm.
Als Leiter der Versuchsstation bot sich ihm die Möglichkeit der ständigen Vervollkommnung dieses Wissens durch fortwährende waffentechnische Untersuchungen. Den technischen Versuchen und Messungen folgten wissenschaftliche Auswertungen unter mathematisch-statistischen Gesichtspunkten.
Die Ergebnisse zahlloser Experimente, fanden aber nicht nur Eingang in mehreren Zeitschriften wie z. B. „Schuss und Waffe“ – deren Chefredakteur er war, oder „Das Schießwesen“ (die Waffenergänzung zur „Deutschen Jäger-Zeitung“) – des Verlagshauses Julius Neumann-Neudamm, sondern auch in einigen Fachbüchern, z. B. „Lehrbuch des Flintenschiessens“, „Anschaffung von Gewehren“, „Schießstand-Anlagen“ sowie kleinere Schriften, z. B. „Die Schusswaffe im Strafprozess“, und Gutachten über Schusswaffen, wie jenes über die „Bergmann-Maschinenpistole Modell 1932“.

## Sportliche Karriere
Der in Charlottenburg lebende 27-jährige Preuß wurde 1891 als Mitglied des Deutschen Schießvereins erstmalig Meisterflugschütze Deutschlands, die bis dahin noch nie erreichte Trefferquote von 92 % erzielte er mit einem Winchester-Repetierflinte Mod. 1887. In den folgenden Jahren konnte ihm dieser Titel keiner streitig machen, er wurde insgesamt neunmal Meisterflugschütze Deutschlands, viermal Vizemeister und belegte dreimal den dritten Platz.
Im Alter von 48 Jahren erzielte er jedoch seinen größten Erfolg, die Bronzemedaille mit der Mannschaft im Trapwettkampf bei den Olympischen Spielen 1912 in Stockholm. Im Einzel belegte er in der gleichen Disziplin den 5. Rang mit 88 von 100 Scheiben. In der Disziplin Laufender Hirsch 100m-Einzelschuss wurde er 23. und mit Doppelschuss 18.
Für die Olympischen Sommerspiele 1916, die dann allerdings kriegsbedingt ausfielen, stellte Preuß die deutsche Mannschaft zusammen und betreute sie. Zusätzlich war er Vertreter des Schießsports im „Deutschen Reichsausschuss für Olympische Spiele“ und deren Wettkampfausschuss sowie Mitglied der Schießstandkommission.

## Publikationen
- Lehrbuch des Flintenschießens. Neudamm 1913
- Die Schußwaffe im Strafprozess. Neudamm 1913
- Anschaffung von Gewehren. Neudamm 1919
- Schießstand-Anlagen. Neudamm 1925